# James Hamilton
James Hamilton (Escocia, f. 6 de junio de 1673) fue cortesano del rey Carlos II después de la Restauración. Es mencionado en las Mémoires du Comte de Grammont, escritas por su hermano Anthony.
James y su familia abandonaron Irlanda en 1651 durante la conquista de Cromwell, tras lo que Hamilton se incorporó a la corte del exilio para regresar a Inglaterra durante la Restauración. Hamilton abandonó el catolicismo para casarse con una protestante y fue nombrado por el rey guardabosques de Hyde Park y ayuda de su dormitorio. En 1666, Hamilton representó a Strabane en el Parlamento irlandés. En 1673, durante la Guerra Anglo-Holandesa, Hamilton perdió una pierna en un combate naval con los holandeses, muriendo a los pocos días. En 1701 su hijo mayor sucedió a un primo como sexto conde de Abercorn .

## Nacimiento y orígenes
James nació alrededor de 1638 en Irlanda, hijo mayor de George Hamilton y Mary Butler. Su padre era escocés, el cuarto hijo de James Hamilton, conde de Abercorn, que apoyó al Duque de Ormonde en las Guerras Confederadas y la invasión de Cromwelll 
La madre de James era irlandesa, hija de Thomas Butler, vizconde de Thurles, que falleció antes que su padre, Walter Butler, conde de Ormonde, por lo que nunca alcanzó el título de conde. También era hermana de James Butler,  duque de Ormonde y Lord Teniente de Irlanda. Pertenecía a los Butler, una familia de ingleses viejos.

James era uno de nueve hermanos,  entre los que se cuentan Elizabeth y Anthony. Los padres de James eran ambos católicos.

## Guerras irlandesas y exilio
El padre de Hamilton sirvió en el ejército irlandés a las órdenes de su cuñado James Butler, conde de Ormond, en las guerras confederadas irlandesas (1641-1648) y la conquista cromwelliana de Irlanda (1649-1653). Durante mucho tiempo se ha creído que James, su madre y sus hermanos vivieron en Roscrea, condado de Tipperary, y fueron perdonados cuando el 17 de septiembre de 1646, el ejército confederado del Ulster al mando de Owen O'Neill capturó el castillo de Roscrea de los confederados de Munster. y mató a todos los demás en el castillo. Parece que esta Lady Hamilton no era la madre de James sino su tía, la esposa de Sir George Hamilton de Greenlaw y Roscrea, mientras James, su madre y sus hermanos estaban a salvo en Nenagh, 30 kilómetros más al oeste. 
El 28 de julio de 1647, Ormonde dejó Dublín en manos de los parlamentarios y abandonó Irlanda. En 1648, Phelim McTuoll O'Neill asaltó Nenagh tomándola para Owen Roe O'Neill y Rinuccini,  aunque ese mismo año fue retomada por Inchiquin, ahora aliado con los realistas.
En 1650, el padre de Hamilton era gobernador del castillo de Nenagh cuando el ejército parlamentario al mando de Henry Ireton atacó y capturó el castillo en el camino de regreso del fallido asedio de Limerick a sus cuarteles de invierno en Kilkenny . 
A comienzos de 1651, cuando Hamilton tenía unos 21 años, su familia siguió a Ormonde al exilio francés.  Se establecieron en Caen  donde permanecieron durante algún tiempo con Elizabeth Preston, marquesa de Ormonde. Parece entonces haber formado parte de la corte del exilio de Carlos II, mientras que su madre fue a París, donde vivió en un convento, junto con su hermana Eleanor Butler, Lady Muskerry. 
Hamilton parece haber sido el "Sir James Hamilton" que, junto con William Armorer, hermano de Nicholas Armorer, ejecutó al traidor Henry Manning cerca de Colonia en diciembre de 1655.
A finales de la década de 1650, antes de la Batalla de las Dunas, Hamilton era teniente coronel del regimiento de infantería escocés de Middleton, que formaba parte del ejército realista de James II en el exilio,  aunque parece haber perdido su puesto poco después.

## Restauración
La Restauración de mayo de 1660 llevó a Carlos II al trono inglés. Hamilton, y su familia pasaron a vivir en Whitehall. y James y George se convirtieron en cortesanos. Carlos devolvió al padre de James sus propiedades en el Ulster.  Más o menos ese mismo año, Carlos creó al padre de Hamilton baronet de Donalong y Nenagh, pero la condición de católico del padre de Hamilton impidió que alcanzara honores más altos.

### Hyde Park
James fue nombrado guardabosques de Hyde Park el 19 de septiembre de 1660 tras la muerte, el 13 de septiembre de 1660, de Enrique Estuardo, hermano del rey, anterior titular del cargo.    Durante esa época, James cercó parte de Hyde Park y lo repobló con ciervos.
Recibió una porción triangular de terreno en la esquina sureste del parque donde ahora se encuentra Hamilton Place, en recuerdo de su nombre. Durante el Interregno se erigieron por primera vez edificios entre lo que hoy es Old Regent Street y Hyde Park Corner. Después de la Restauración fueron arrendados a James Hamilton en un contrato, renovado por su viuda en 1692 por 99 años. 

### Cortesano
James era conocido por sus buenos modales, su vestimenta elegante y su galantería. 
Admirador de la condesa de Chesterfield, su prima hermana, mantuvo un romance con ella al dirigir las sospechas de su marido hacia el duque de York, el futuro Jacobo II, sólo para descubrir que York también la cortejaba. 

## Matrimonio y descendientes
El rey obtuvo para él la mano de Elizabeth, hija de John Colepeper, barón Colepeper y dama de honor de la princesa María. Como la novia era protestante, James se convirtió al protestantismo en 1661, justo antes de la boda, pese a los intentos de su madre por disuadirlo. 
James y Elizabeth tuvieron tres hijos:
1. James ( c. 1661

 – 1734), que sucedió a un primo segundo como sexto conde de Abercorn 
1. Jorge ( d. 1692 ), coronel de infantería, fallecido en la batalla de Steenkerque [36]
2. William (después de 1662-1737), se casó con su prima Margaret Colepeper y se convirtió en el antepasado de los Hamilton de Chilston [37]

## Vida posterior, muerte y sucesión
Su conversión le abrió una carrera en el ejército inglés. Fue nombrado coronel de un regimiento de infantería, pudiendo evitar problemas como los que había tenido su hermano George, despedido de los Life Guards en 1667 por cuestiones religiosas pasando a servir en el ejército francés Anthony y Richard, otros dos de sus hermanos, siguieron a George al servicio francés.
Fue nombrado caballero de cámara el 28 de octubre de 1664, en sustitución de Daniel O'Neill, había fallecido el 24 de octubre de 1664. 
Fue elegido miembro de la Cámara de los Comunes del Parlamento de Irlanda por el distrito de Strabane de 1661 a 1666. 
En junio de 1670 estuvo presente en la celebración del Tratado de Dover,  junto con Enriqueta de Inglaterra, duquesa de Orleans, siendo uno de los testigos de la autopsia tras su muerte repentina. 
Murió en la Tercera Guerra Anglo-Holandesa. El 3 de junio de 1673, su barco fue atacado por los holandeses y perdió una pierna de un cañonazo.   Murió tres días después, a causa de las heridas sufridas. . Fue enterrado el 7 de junio en la Abadía de Westminster  donde su tío James Butler, erigió un monumento en su memoria.  Su esposa murió en 1709. 
Pese a ser el primogénito, nunca heredó los títulos ni las tierras de su padre, ya que su padre le sobrevivió. No obstante,  el 2 de diciembre de 1701, su hijo mayor, James, se convirtió en el sexto conde de Abercorn.al extinguirse una de las líneas familiares

### Citas
1. 1 2  
Burke  y Burke , 1915, p. 54, right column, line 38
2. ↑  
Wasser, 2004, p. 838, left column, line 35
3. ↑  
Wasser, 2004, p. 838, left column, line 43
4. ↑   
Mahaffy , 1900, p. 53
5. ↑  
Cokayne , 1903, p. 305, note c
6. ↑  
Burke  y Burke , 1915, p. 54, right column, line 34
7. ↑  
Cokayne , 1895, p. 149, line 27
8. ↑  
Cokayne , 1889, p. 94
9. ↑  
Burke  y Burke , 1915, p. right column, line 33
10. ↑  
Manning , 2001, p. 151, line 43
11. ↑  
Airy , 1886, p. 56, left column, line 29
12. ↑  
Coffey , 1914, p. 207, line 6
13. ↑  
Coffey , 1914, p. 207, line 19
14. ↑  
Warner , 1768, p. 228
15. ↑  
Clark , 1921, p. 5, line 24
16. ↑  
Millar , 1890, p. 177, left column, line 46
17. ↑  
Clark , 1921, p. 8, line 14
18. ↑  
Clark , 1921, p. 8, line 27
19. ↑  
Firth , 1903, pp. 69
20. ↑  
Firth , 1903, pp. 73
21. ↑  
Fryde et al., 1986, p. 44, line 39
22. ↑   
Wauchope , 2004b, p. 888, right column, line 11
23. ↑  
Rigg , 1890, p. 135, right column, line 17
24. ↑  
Elliott , 2000, p. 114
25. ↑  
Chisholm , 1910b, p. 884, first paragraph, lines lower middle
26. ↑  
Walford , 1887, p. 380
27. ↑  
Green , 1860, p. 270
28. ↑  
Green , 1860, p. 368
29. ↑  
Paul , 1904, p. 57, line 2
30. ↑  
Larwood , 1874, p. 58
31. ↑  
(Knight , 1841, p. 207)
32. ↑  
Pepys , 1893, p. 360
33. ↑  
Clark , 1921, p. 14, line 17
34. ↑  
Clark , 1921, p. 16
35. ↑  
Henderson , 1890, p. 185
36. ↑  
Burke  y Burke , 1915, p. 54, right column, line 44
37. ↑  
Burke  y Burke , 1915, p. 54, right column, line 86
38. ↑  
Scott , 1846, p. 3
39. ↑  
(Debrett , 1816, p. 93, line 4)
40. ↑  
Sainty  y Bucholz , 1997, p. 13
41. ↑  
Cronin , 2009, last paragraph
42. ↑  
Paul , 1904, p. 56, bottom
43. ↑  
House of Commons, 1878, p. 634
44. ↑  
Ó Ciardha , 2009, 9th paragraphps=. "He was present with 'Minette' on the conclusion of the secret Anglo–French treaty of Dover in 1670."
45. ↑  
Clark , 1921, p. 36, line 20
46. ↑  
Green , 1857, p. 586, line 10, Appendix Number II
47. ↑  
Debrett , 1840, p. 2, right column, line 7
48. ↑  
Cokayne, 1910, p. 6, line 7
49. ↑  
Paul , 1904, p. 57, line 3
50. ↑  
Chester , 1876, p. 180
51. ↑  
Paul , 1904, p. 57, line 7
52. ↑  
Burke  y Burke , 1915, p. 54, right column, line 42